# توماش ماساریک
توماش گاریگ ماساریک (به چکی: Tomáš Garrigue Masaryk) سیاستمدار، جامعه‌شناس و فیلسوف چک بود که در امپراتوری اتریش-مجار زندگی می‌کرد. او مبارز حقوق اسلاوها بود و بین سال‌های ۱۹۱۸ تا ۱۹۳۵ اولین رئیس‌جمهور چکسلواکی شد.

## زندگی
توماش ماساریک در سال ۱۸۵۰ متولد شد. او پسر یک درشکه‌چی اسلواک و یک آشپز بود. در سال ۱۸۸۲ استاد فلسفه در وین شد. او در ۱۸۹۱ به پارلمان رفت و برای حقوق اقلیت اسلاو زیر سلطه حکومت ناسیونالیست چک تلاش می‌کرد. در سال ۱۹۰۰ حزب پیشرو چک را تأسیس کرد. وقتی امپراتوری اتریش-مجار به جنگ جهانی اول (۱۹۱۴) کشیده شد، ماساریک به آمریکا فرار کرد و شروع به فعالیت برای حمایت از مهاجران چک و اسلواک کرد و کوشید تا وودرو ویلسون رئیس‌جمهور آمریکا را برای استقلال چکسلواکی از امپراتوری اتریش-مجار تشویق و تحریض کند.
بعد از پیمان صلح، چکسلواکی کشور مستقلی و ماساریک اولین رئیس‌جمهور چکسلواکی شد.